# Cluzobra annulicornis
Cluzobra annulicornis är en tvåvingeart som beskrevs av Loïc Matile 1996. Cluzobra annulicornis ingår i släktet Cluzobra och familjen svampmyggor.
Artens utbredningsområde är Ecuador. Inga underarter finns listade i Catalogue of Life.